# Nazionale maschile di calcio del Manciukuò
La nazionale di calcio del Manciukuò (in cinese: 滿洲國國家足球隊S, Mǎnzhōuguó Guójiā Zúqiú DuìP) fu la rappresentativa calcistica del Manciukuò, uno stato fantoccio creato dall'Impero giapponese nel 1932 e comprendente l'odierna Manciuria e parte della Mongolia Interna. Lo stato fu soppresso nel 1945.
La nazionale del Manciukuò non fu ammessa nella FIFA e quindi non poteva competere per l'accesso al campionato del mondo. Giocò tre partite, tutte contro il Giappone, verso la fine degli anni '30, con un bilancio di tre sconfitte, zero gol fatti e sedici subiti. Le prime due partite si tennero nel settembre 1939 nell'ambito dei Giochi dell'Amicizia tra Giappone, Manciukuò e Cina (Nichi-Man-Ka Kokan Kyogikai), un torneo organizzato dai giapponesi come successore dei Giochi dell'Estremo Oriente, interrotti a causa della seconda guerra sino-giapponese. La terza partita ebbe luogo ai Giochi dell'Asia orientale (Toa Taikai), svoltisi per celebrare il 2600º anniversario dell'Impero giapponese, ma anche l'inizio dell'ambizioso progetto denominato Sfera di co-prosperità della Grande Asia orientale.

## Lista delle partite
Partite giocate dal Manciukuò. La prima cifra nel risultato indica i gol subiti dal Manciukuò.
| Avversaria         | Risultato   | Luogo                                       | Data             | Competizione                                |
| ------------------ | ----------- | ------------------------------------------- | ---------------- | ------------------------------------------- |
| Giappone           | 6-0         | Xinjing, Manciukuò                          | 3 settembre 1939 | Giochi delle tre nazioni                    |
| Repubblica di Cina | Sconosciuto | Xinjing, Manciukuò                          | ? settembre 1939 | Giochi delle tre nazioni                    |
| Giappone           | 7-0         | Stadio Meiji Jingu, Tokyo, Giappone         | 7 giugno 1940    | Torneo del 2600º anniversario               |
| Filippine          | 1-1         | Koshien South ground, Nishinomiya, Giappone | 16 giugno 1940   | Torneo del 2600º anniversario               |
| Rep. di Cina       | 0-1         | Osaka, Giappone                             | 19 giugno 1940   | Torneo del 2600º anniversario               |
| Mengjiang          | Sconosciuto | Xinjing, Manciukuò                          | 8 agosto 1942    | Torneo del 10º anniversario della Manciuria |
| Giappone           | 3-1         | Xinjing, Manciukuò                          | 9 agosto 1942    | Torneo del 10º anniversario della Manciuria |
| Rep. di Cina       | Sconosciuto | Xinjing, Manchukuo                          | 10 agosto 1942   | Torneo del 10º anniversario della Manciuria |